# Augusto Meyer
Augusto Meyer (Porto Alegre, 24 de janeiro de 1902 – Rio de Janeiro, 10 de julho de 1970) foi um jornalista, ensaísta, poeta, memorialista e folclorista brasileiro. Foi membro da Academia Brasileira de Letras e da Academia Brasileira de Filologia.

## Biografia
Filho dos imigrantes alemães Augusto Ricardo Meyer e Rosa Feldmann, fez seus primeiros estudos no Colégio Anchieta. Estreou na literatura aos dezessete anos com o conto O Pastelão, publicado na revista A Máscara. Na década seguinte colaborou em diversos jornais do Rio Grande do Sul, especialmente no Correio do Povo e no Diário de Notícias, onde foi responsável pela página literária e divulgou obras dos primeiros modernistas gaúchos. Dirigiu a revista literária Madrugada.
Seu primeiro livro de poesias apareceu em 1923, com A ilusão querida. Seguiram-se Coração verde em 1926, Giraluz e Duas Orações em 1928, e Poemas de Bilu em 1929, que foi consagrado por Mário de Andrade, chamando-o de "um dos maiores líricos do Brasil contemporâneo". Lançou-se na crítica literária em 1935 com o volume Machado de Assis, e desde então a crítica seria sua preocupação principal, mas dedicou-se também ao memorialismo e ao folclorismo. Frequentava o notório grupo de intelectuais reunidos em torno da Livraria do Globo, foi diretor da Biblioteca Pública do Estado, em Porto Alegre, de 1930 a 1936, e professor de Literatura na Faculdade de Direito de Porto Alegre.
Convidado por Getúlio Vargas para organizar o Instituto Nacional do Livro, transferiu-se para o Rio de Janeiro em 1937, junto a um grupo de intelectuais gaúchos. Foi diretor do INL até 1956, retornando ao cargo no período de 1961 a 1967. Além de ocupar-se na publicação e distribuição de uma longa lista de livros, fomentou a criação de bibliotecas em vários municípios. Nesta fase, paralelamente deu à luz uma série de artigos, críticas e poesias nos jornais O Correio da Manhã e no Suplemento Literário d'O Estado de São Paulo, lecionou Literatura e Teoria da Literatura no curso de Biblioteconomia da Biblioteca Nacional e Teoria da Literatura na Faculdade de Filosofia da Universidade do Brasil. Presidiu a Associação Brasileira de Bibliotecários em 1952-1953, integrou o Conselho Federal de Cultura de 1967 a 1970, ingressou na Academia Brasileira de Filologia e foi um dos fundadores da Sociedade dos Amigos de Machado de Assis, que presidiu. Em 1960 foi eleito para a Academia Brasileira de Letras.
Ao falecer em 1970, deixava 21 livros publicados. Seu nome batiza uma rua e uma sala na Casa de Cultura Mário Quintana em Porto Alegre.

## Obra
Um dos pioneiros do Modernismo literário no Rio Grande do Sul, um dos mais fecundos críticos de Machado de Assis, um dos principais estudiosos da obra de Marcel Proust no Brasil, e um dos maiores nomes da literatura gaúcha do século XX, em 1947 recebeu o Prêmio Filipe de Oliveira na categoria Memórias e, em 1950, o Prêmio Machado de Assis da Academia Brasileira de Letras pelo conjunto da obra.
Segundo Brizotto & Bertussi, Meyer "renova o regionalismo gaúcho, através do Simbolismo e do Modernismo, estabelecendo um diálogo ímpar entre tradição e modernidade na poesia regionalista gauchesca". No regionalismo procurou ir além da mera descrição do pitoresco local e da tendência idealizante e épica dos primeiros regionalistas através do cultivo de temas novos, uma linguagem renovada e uma abordagem humana mais subjetiva, filosófica e universal. De acordo com Flávio Loureiro Chaves, sua obra parte da antiga tradição romântica e se desenvolve em direção ao dilema contemporâneo do indivíduo que busca a própria identidade, tendo como seus principais temas a recuperação do passado, o mito da infância perdida, a volta à natureza e a primazia da fantasia sobre a racionalidade. Para Paulo Bungart Neto, "a memorialística e a reinvenção do 'Eu perdido' orientam tanto o conjunto da obra de Augusto Meyer que é possível encontrar eco dessa busca até mesmo nos cadernos de viagem, nas cartas abertas e na pesquisa folclórica (componente essencial da memória coletiva)".  Para Regina Zilberman, ele foi "um dos principais mentores do Modernismo no Rio Grande do Sul. Meyer teve papel capital no desenvolvimento do processo poético no âmbito sulino, pelos frutos que gerou". Para Donaldo Schüler, "Augusto Meyer mostra-se poeta globalizador. Todas as tendências confluem nele e, na centralidade que ocupa, alimenta todas".
Como poeta
- A ilusão querida (1923)
- Coração verde (1926)
- Giraluz (1928)
- Duas orações (1928)
- Poemas de Bilu (1929)
- Sorriso interior (1930)
- Literatura & poesia, poema em prosa (1931)
- Poesias 1922-1955 (1957)
- Antologia poética (1966)

Como crítico e ensaísta
Divulgou no Brasil uma grande quantidade de autores nacionais e estrangeiros. Escreveu sobre Machado de Assis, considerada uma das obras mais importantes sobre o escritor.
- Machado de Assis (1935)
- Prosa dos pagos(1943)
- À sombra da estante (1947)
- Le Bateau ivre. Análise e interpretação (1955)
- Preto & Branco (1956)
- Gaúcho, história de uma palavra (1957)
- Camões, o bruxo e outros estudos (1958)
- A chave e a máscara (1964)
- A forma secreta (1965)

Como folclorista
A literatura e o folclore do Rio Grande do Sul também foram estudados em obras fundamentais.
- Guia do folclore gaúcho (1951)
- Cancioneiro gaúcho (1952)
- Seleta em prosa e verso (1973)

Como memorialista
Cultivou uma espécie de memorialismo lírico.
- Segredos da infância (1949)
- No tempo da flor (1966)

## Academia Brasileira de Letras
Eleito em 12 de maio de 1960, na sucessão de Hélio Lobo, foi o sexto ocupante da cadeira 13, recebido pelo acadêmico Alceu Amoroso Lima em 19 de abril de 1961.